# Brigitte Heidebrecht
Brigitte Heidebrecht (* 1951) ist eine deutsche Schriftstellerin.

## Werdegang
Brigitte Heidebrecht arbeitete zunächst als Gymnasiallehrerin, später als Fachbereichsleiterin an einer Volkshochschule sowie als Projektleiterin im Amt für Soziale Dienste. Sie gründete 1980 den Verlag Kleine Schritte, den sie bis 1988 leitete. Ihre eigenen Bücher gehörten in den 1980er Jahren zu den meistverkauften in linken Buchhandlungen.
Heidebrecht arbeitet heute als Mediatorin, Supervisorin und Coach. 2019 gründete sie mit dem Verlag Große Sprünge einen zweiten Kleinverlag, der sich dem Thema Migration widmet.
Werke:
- Lebenszeichen. Gedichte. Verlag Kleine Schritte, Bonn 1980, ISBN 3-923261-00-4.
- Wer nicht begehrt, lebt verkehrt. Anthologie. Verlag Kleine Schritte, Bonn 1982, ISBN 3-923261-01-2.
- Laufen lernen. Anthologie. Verlag Kleine Schritte, Bonn 1982, ISBN 3-923261-02-0.
- Komm doch. Erzählung. Verlag Kleine Schritte, Bonn 1983, ISBN 3-923261-03-9.
- Das Weite suchen. Gedichte. Verlag Kleine Schritte, Bonn 1983, ISBN 3-923261-04-7.
- Dornröschen nimmt die Heckenschere. Märchen für Erwachsene, Anthologie. Verlag Kleine Schritte, Bonn 1985, ISBN 3-923261-06-3.
- Folge mir, sprach mein Schatten. Märchen für Erwachsene. Verlag Kleine Schritte, Bonn 1986, ISBN 3-923261-07-1.
- Kommen und gehen. Gedichte. Verlag Kleine Schritte, Bonn 1987, ISBN 3-923261-13-6.
- End-lich leben. Anthologie zum Thema Tod. Verlag Kleine Schritte, Bonn 1988, ISBN 3-923261-19-5.
- Eine Frage der Balance. Gedichte. Verlag Kleine Schritte, Trier 1990, ISBN 3-923261-25-X.
- Lass dir graue Haare wachsen. Anthologie. Verlag Kleine Schritte, Trier 1991, ISBN 3-923261-27-6.
- Venus & Co. Anthologie. Verlag Kleine Schritte, Trier 1991, ISBN 3-923261-32-2.
- Paarweise. Bild und Text. Verlag Kleine Schritte, Trier 1995, ISBN 3-923261-34-9.
- Komm doch. Goldmann, München 1990, ISBN 3-442-09614-6.
- Das Weite suchen. Goldmann, München 1990, ISBN 3-442-09633-2.
- Kommen und gehen. Goldmann, München 1990, ISBN 3-442-09649-9.
- Folge mir, sprach mein Schatten. Goldmann, München 1990, ISBN 3-442-09644-8.
- Fernreise daheim. Von Flüchtlingen, Kulturen, Identitäten und anderen Ungereimtheiten. Erstauflage. Verlag Große Sprünge, Ludwigsburg 2019, ISBN 978-3-9821383-0-5. (überarbeitete und erweiterte Neuauflage Ludwigsburg 2021, ISBN 978-3-9821383-2-9)